# Генерал-почтмейстер
Генерал-почтмейстер (иногда генеральный почтмейстер, англ. Postmaster General) — во многих странах руководитель почтовой службы страны, отвечающий за контроль над всеми другими почтмейстерами. Практика назначения государственного чиновника, отвечающего за надзор за доставкой почтовых отправлений по всей стране, зародилась в Англии, где англ. Master of the Posts (почтмейстер) упоминается в «Королевской книге платежей» (англ. King’s Book of Payments), при этом почтмейстеру Тьюку в феврале 1512 года была назначена выплата 100 ф. ст. Позднее, в 1517 году, он был официально назначен на должность управляющего королевской почтой (Governor of the King's Posts), предшествующую должности генерал-почтмейстера Великобритании, Генрихом VIII. В 1609 году вышел указ о том, что письма могут переводить и доставлять только лица, уполномоченные генерал-почтмейстером.
Другие примеры включают:
- Генерал-почтмейстер Канады, с 1867 года
- Ведомство генерал-почтмейстера (Postmaster-General’s Department) (Австралия), с 1901 года
- Генерал-почтмейстер Новой Зеландии, 1858—1989
- Генеральный почтмейстер Шри-Ланки, с 1815 года
- Генерал-почтмейстер Ирландии, 1784—1831
- Генерал-почтмейстер Шотландии, 1616—1707, затем в качестве заместителя генерал-почтмейстера по Шотландии, 1710—1831
- Генеральный почтмейстер США, с 1775 года
- Генерал-почтмейстер Гонконга, с 1860 года
- Генерал-почтмейстер армии Республики Никарагуа, с февраля 1856 года, полковник Алекс П. Джонс